# Brownlowia velutina
Brownlowia velutina är en malvaväxtart som beskrevs av André Joseph Guillaume Henri Kostermans. Brownlowia velutina ingår i släktet Brownlowia och familjen malvaväxter. Inga underarter finns listade i Catalogue of Life.